# 월희 -A piece of blue glass moon-
《월희 -A piece of blue glass moon-》(일본어: 月姫 -A piece of blue glass moon-)은 TYPE-MOON의 동인 게임 월희의 알퀘이드 루트와 시엘 루트를 리부트한 작품으로, 2021년 8월 26일 출시되었다. 구 월희의 토오노가(아키하, 히스이, 코하쿠) 루트와 신설 루트로 유미즈카 사츠키의 루트가 추가된 월희 -The other side of red garden-가 후속작으로 출시될 예정이다.

## 등장인물
- 토오노 시키(성우: 카네모토 료스케)
- 알퀘이드 브륜스터드(성우: 하세가와 이쿠미)
- 시엘(성우: 혼노 카에데)
- 토오노 아키하(성우: 시모지 시노)
- 히스이(성우: 이치노세 카나)
- 코하쿠(성우: 쿠와하라 유우키)
- 미하일 로아 발담종(성우: 아자카미 요헤이)
- 노엘(성우: 카야노 아이)
- 블로프 아르헨겔(성우: 츠다 켄지로)
- 유미즈카 사츠키(성우: 타나카 미나미)
- 아라쿠 네이코(성우: 노토 마미코)
- 이누이 아리히코(성우: 후루카와 마코토)
- 사이키 고토(성우: 코바야시 치카히로)
- 사이키 미오(성우: 히다카 리나)
- 마리오 젤로 베스티노(성우: 사쿠라 아야네)
- 안도 유고(성우: 아사리 료타)
- 카리우스 베를루스코니(성우: 모리시마 슈타)
- 아오자키 아오코(성우: 토마츠 하루카)

## 같이 보기
- 월희
- MELTY BLOOD: TYPE LUMINA